# Quốc lộ 13
Quốc lộ 13 là quốc lộ theo hướng Nam – Bắc, từ Thành phố Hồ Chí Minh qua Bình Dương, Bình Phước và kết thúc tại cửa khẩu Hoa Lư, biên giới Việt Nam – Campuchia. Quốc lộ 13 nối với quốc lộ 7 của Campuchia và quốc lộ này lại nối với quốc lộ 13 của Lào.
Quốc lộ 13 bắt đầu (km 0) từ ngã 5 Đài Liệt sĩ Thành phố Hồ Chí Minh qua quận Bình Thạnh, thành phố Thủ Đức (Thành phố Hồ Chí Minh), các thành phố Thuận An, Thủ Dầu Một, Bến Cát và huyện Bàu Bàng (tỉnh Bình Dương), thị xã Chơn Thành, huyện Hớn Quản, thị xã Bình Long và huyện Lộc Ninh, đến cửa khẩu Hoa Lư (tỉnh Bình Phước) (km 140 + 500)
Quốc lộ 13 giao nhau với Đường vành đai 3 tại thành phố Thuận An, Đường vành đai 4 tại Thành phố Bến Cát thuộc tỉnh Bình Dương, Quốc lộ 14, Đường cao tốc Chơn Thành – Đức Hòa (Đường Hồ Chí Minh) tại thị xã Chơn Thành, tỉnh Bình Phước. Quốc lộ này khi vào vùng đô thị của tỉnh Bình Dương (từ Thuận An đến Bến Cát) còn có tên gọi khác là Đại lộ Bình Dương.

## Thông số chung
- Tổng chiều dài 149,5 km;
- Mặt đường rộng từ 5 m đến 7 m; Đến năm 2002, bề rộng mặt đường đoạn từ ngã tư Bình Phước đến Bến Cát đã được mở rộng từ 4–6 làn xe; chiều rộng từ 16–24 m.
- Trải bê tông nhựa 99,6 km, đá nhựa 14 km và đường đất 28,57 km;
- Trên đường có 9 cầu, tải trọng đến 25 tấn.

Chiều dài một số đoạn
- Đoạn qua Thành phố Hồ Chí Minh: dài 7,8 km
- Đoạn qua tỉnh Bình Dương: dài 64,7 km
- Đoạn qua tỉnh Bình Phước: dài 77 km

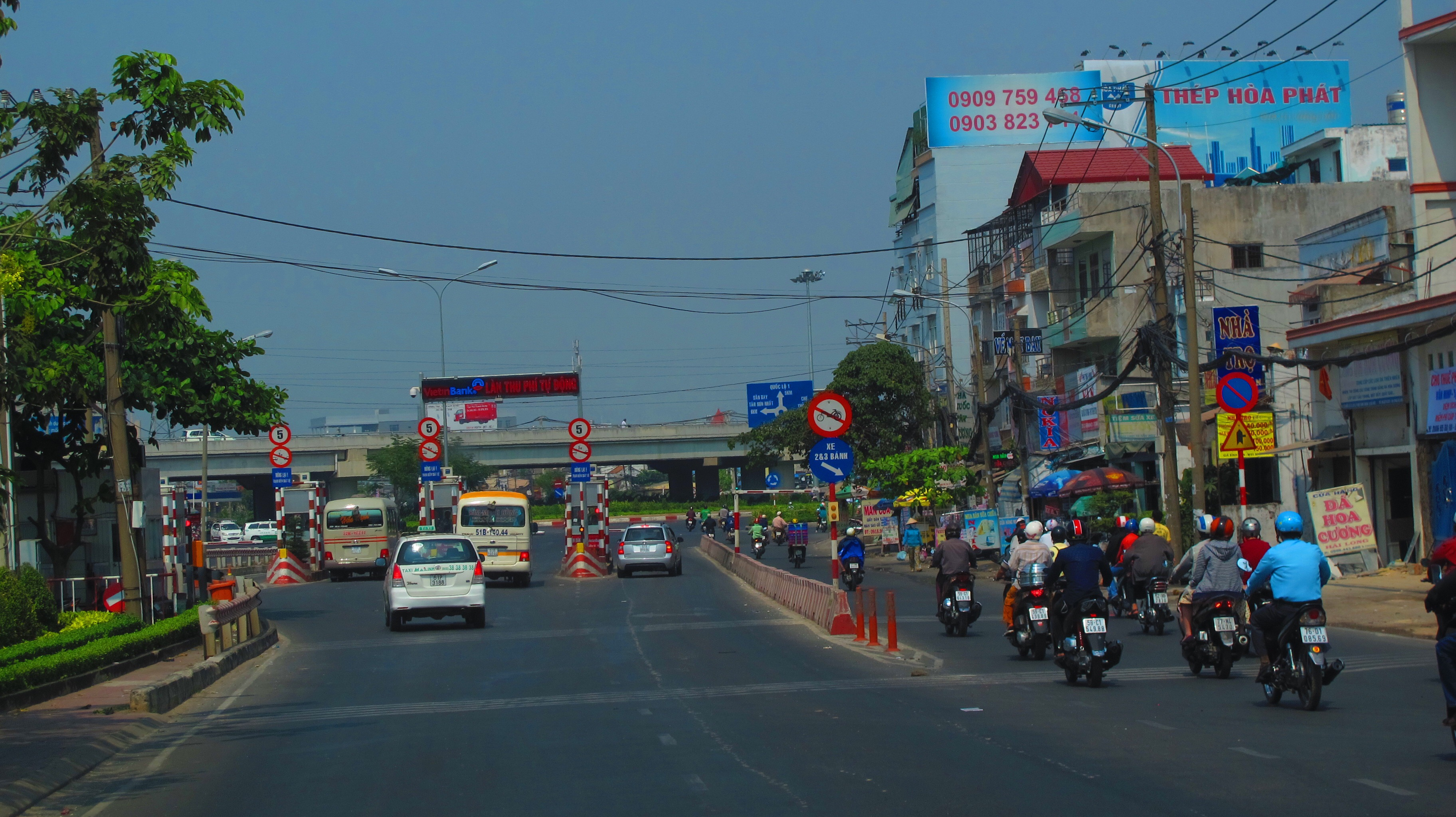
Đoạn qua phường Hiệp Bình Chánh, thành phố Thủ Đức
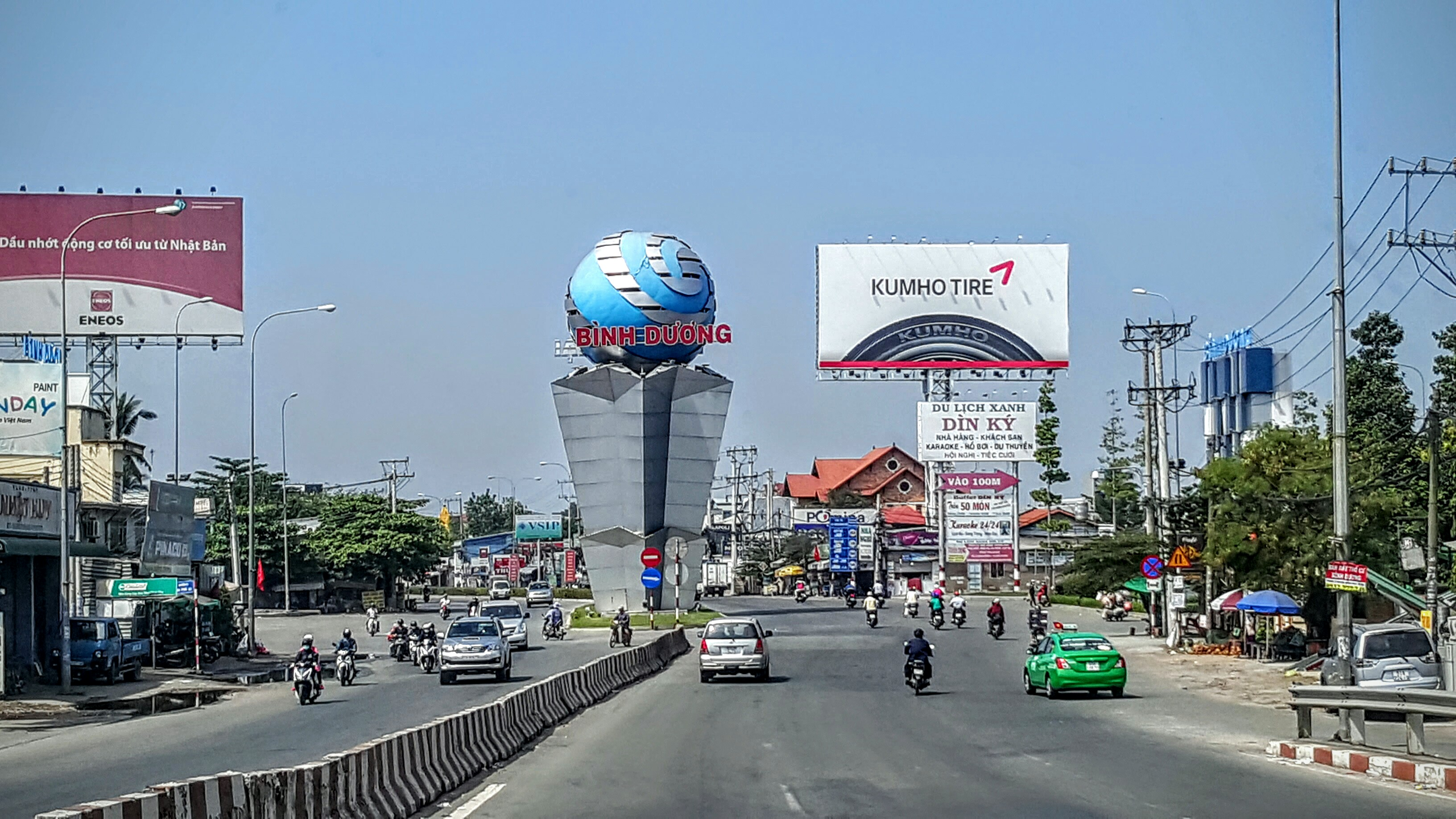
Cổng chào tỉnh Bình Dương
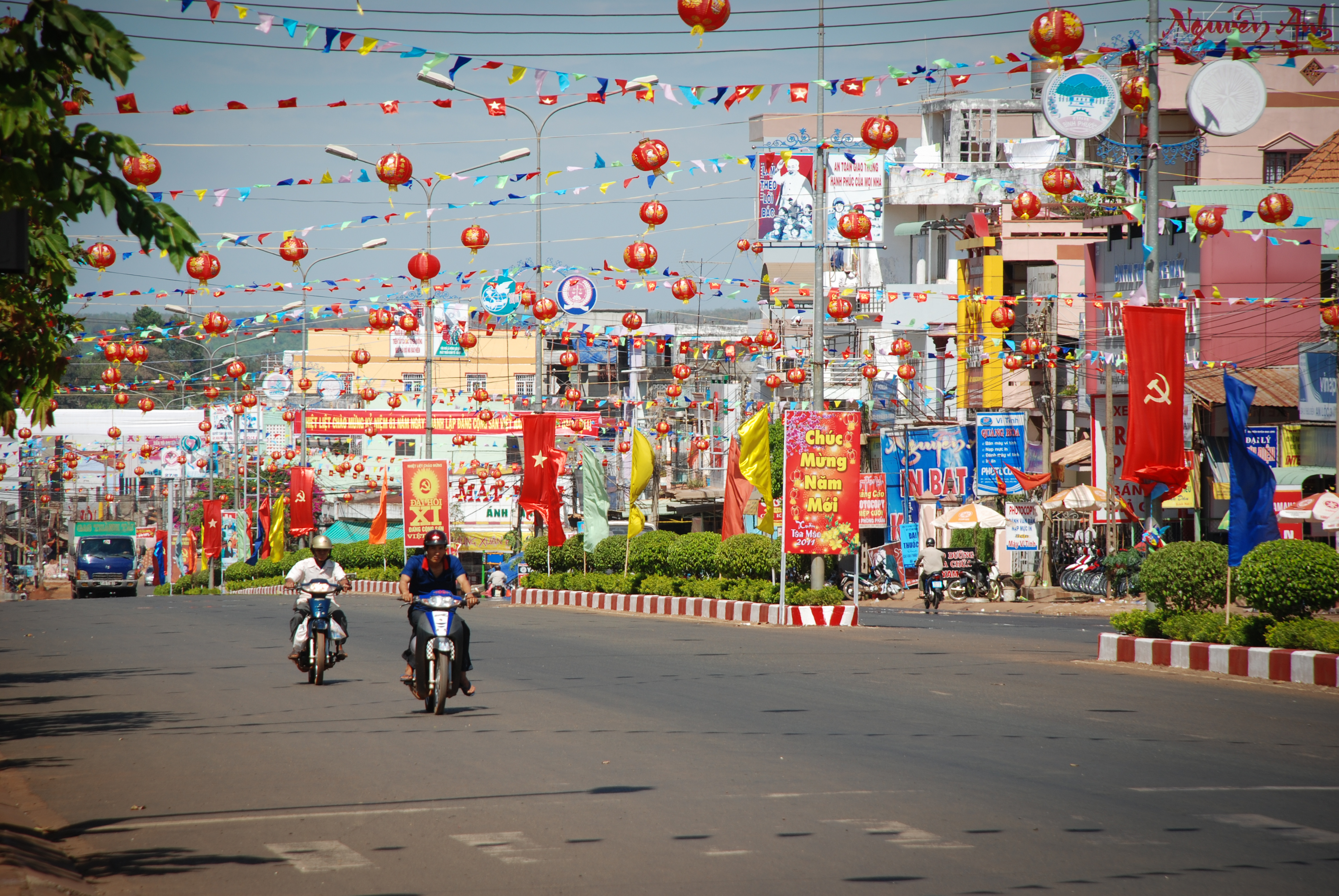
Đoạn qua thị xã Bình Long